# Луїс Енріке Флорес
Луїс Енріке Флорес (ісп. Luis Enrique Flores, нар. 18 липня 1961, Мехіко) — мексиканський футболіст, нападник.
Насамперед відомий виступами за клуб УНАМ «Пумас» та національну збірну Мексики.

## Клубна кар'єра
У 1979 році дебютував за команду УНАМ «Пумас», в якій провів сім сезонів та виграв два кубка чемпіонів. У фіналі 1982 відзначився забитим м'ячем у ворота суринамського «Робін Гуда». Після відїзду Уго Санчеса до Європи став основним гравцем атакувальної ланки команди.
За три роки двічі відїздив до Іспанії. Спочатку грав за хіхонський «Спортінг», а через рік у «Валенсії». З останньою командою зайняв третє місце в іспанській Прімері.
Повернувшись на батьківщину, по два сезони грав за «Крус Асуль», «Атлас» та «Гвадалахару». В останньому клубі у 1995 році завершив професійну кар'єру футболіста..

## Виступи за збірну
1983 року дебютував у складі національної збірної Мексики. Протягом кар'єри у формі головної команди країни, яка тривала 11 років, провів 62 матчі та забив 29 голів.
У складі збірної був учасником домашнього для мексиканців чемпіонату світу 1986 року та кубку Америки 1993 року в Еквадорі, де разом з командою здобув «срібло».

## Кар'єра тренера
Розпочав тренерську кар'єру у «Пумасі». Надалі очолював клуби «Атлетіко Селая», «Некакса» та «Веракрус».

## Титули і досягнення

### Командні
- Володар кубка чемпіонів КОНКАКАФ (2): 1980, 1982
- Чемпіон Мексики (1): 1981
- Віце-чемпіон Мексики (2): 1985, 1988
- Переможець Ігор Центральної Америки та Карибського басейну: 1990
- Срібний призер Кубка Америки: 1993

### Особисті
- Найкращий бомбардир чемпіонату Мексики (1): 1988 (24)